# Калкашу
Ка́лкашу (англ. Calcasieu Parish, фр. Paroisse de Calcasieu) — приход штата Луизиана, США. Официально образован 24 марта 1840 года. По состоянию на 2010 год, численность населения составляла 192 768 человек.

## География
По данным Бюро переписи США, общая площадь прихода равняется 2 833,463 км2, из которых 2 755,763 км2 — суша, и 80,290 км2, или 2,800 % — это водоёмы.
Согласно проведённой в 2020 году переписи населения США, крупнейшие города прихода: Лейк-Чарльз (84 872) и Салфер (21 809).

## Население
По данным переписи населения 2010 года на территории прихода проживает 192 768 жителей в составе 73 996 домашних хозяйств и 50 490 семей. Плотность населения составляет 66,00 человек на км2. На территории прихода насчитывается 75 995 жилых строений, при плотности застройки около 27,00-ми строений на км2. Расовый состав населения: белые — 70,80 %, афроамериканцы — 24,90 %, коренные американцы (индейцы) — 1,10 %, азиаты — 0,50 %, гавайцы — 0,00 %, представители других рас — 0,90 %, представители двух или более рас — 1,90 %. Испаноязычные составляли 2,60 % населения независимо от расы.
В составе 35,60 % из общего числа домашних хозяйств проживают дети в возрасте до 18 лет, 52,60 % домашних хозяйств представляют собой супружеские пары, проживающие вместе, 14,70 % домашних хозяйств представляют собой одиноких женщин без супруга, 28,50 % домашних хозяйств не имеют отношения к семьям, 24,00 % домашних хозяйств состоят из одного человека, 8,90 % домашних хозяйств состоят из престарелых (65 лет и старше), проживающих в одиночестве. Средний размер домашнего хозяйства составляет 2,61 человека, и средний размер семьи 3,11 человека.
Возрастной состав прихода: 27,40 % моложе 18 лет, 10,30 % от 18 до 24, 28,70 % от 25 до 44, 21,80 % от 45 до 64 и 21,80 % от 65 и старше. Средний возраст жителя прихода — 34 лет. На каждые 100 женщин приходится 94,80 мужчин. На каждые 100 женщин старше 18 лет приходится 91,30 мужчин.
Средний доход на домохозяйство прихода составлял 35 372 USD, на семью — 41 903 USD. Среднестатистический заработок мужчины был 36 569 USD против 21 390 USD для женщины. Доход на душу населения составлял 17 710 USD. Около 12,80 % семей и 15,40 % общего населения находились ниже черты бедности, в том числе — 19,90 % молодёжи (тех, кому ещё не исполнилось 18 лет) и 14,20 % тех, кому было уже больше 65 лет.